# 阔叶小檗
阔叶小檗（学名：Berberis platyphylla）是小檗科小檗属的植物，为中国的特有植物。分布在中国大陆的云南、四川、西藏等地，生长于海拔3,100米至3,500米的地区，多生长在针叶林、山坡灌丛中、混交林下及林缘，目前尚未由人工引种栽培。